# 健康ワンダフル
『健康ワンダフル』（けんこうワンダフル）は、2014年3月29日までテレビ愛知で放送された健康情報番組。

## 概要
毎回テレビ愛知のアナウンサーが愛知県内で活動する医師たちの下を訪れ、彼らに様々な病気とその症状について解説してもらっていた番組である。愛知県医師会が番組協力ならびにスポンサーを務めており、番組公式サイトは愛知県医師会運営の広報サイト内にもある。
質問コーナーでは、担当アナウンサーが視聴者に代わって医師への質問を行っていた。番組の終盤では、次回の放送内容の予告および愛知県医師会からの告知を行っていた。
番組は30年間にわたって放送されたが、2014年春の改編を機に終了した。

## 放送時間
基本的には月末週に放送されていたが、2011年4月22日放送分のように1週繰り上げて放送される場合もあった。
- 毎月最終月曜 10:30 - 11:00 （2005年4月 - 2007年3月）
- 毎月最終木曜 10:30 - 11:00 （2007年4月 - 2010年3月）
- 毎月最終金曜 08:30 - 09:00 （2010年4月 - 2011年3月）
- 毎月最終金曜 08:00 - 08:30 （2011年4月 - 2012年3月）
- 毎月最終土曜 07:00 - 07:30 （2012年4月 - 2014年3月）

## 出演者
- 横井綾子（当時テレビ愛知アナウンサー） - ナレーターを担当。
- 中山美香（当時テレビ愛知アナウンサー）
- 改野由佳（当時テレビ愛知アナウンサー）
- 名越涼子（当時テレビ愛知アナウンサー）
- 菊池優（テレビ愛知アナウンサー）
- 番組が各回で取り上げる病気・症状に詳しい医師